# Alexandre Müller
Alexandre Müller (ur. 1 lutego 1997 w Poissy) – francuski tenisista.

## Kariera tenisowa
W karierze wygrał jeden singlowy turniej ATP Tour z trzech rozegranych finałów.
Ponadto zwyciężył w trzech singlowych i dwóch deblowych turniejach rangi ATP Challenger Tour.
W 2017 roku zadebiutował w imprezie Wielkiego Szlema podczas singlowego turnieju French Open. Odpadł wówczas w pierwszej rundzie, przegrywając z Thiago Monteiro.
W 2018 roku, startując w parze z Corentinem Denolly, zdobył złoty medal igrzysk śródziemnomorskich w grze podwójnej.
W 2021 roku zakwalifikował się jako szczęśliwy przegrany do turnieju głównego Australian Open. W pierwszej rundzie wygrał z Juanem Ignacio Londero, natomiast w kolejnej przegrał z Diego Schwartzmanem.
Najwyżej sklasyfikowany w rankingu gry pojedynczej był na 56. miejscu (6 stycznia 2025), a w klasyfikacji gry podwójnej na 263. pozycji (25 listopada 2024).

### Finały w turniejach ATP Tour
| Legenda                                      |
| -------------------------------------------- |
| Wielki Szlem                                 |
| Igrzyska olimpijskie                         |
| Tennis Masters Cup / ATP Finals              |
| ATP Masters Series / ATP Tour Masters 1000   |
| ATP International Series Gold / ATP Tour 500 |
| ATP International Series / ATP Tour 250      |

#### Gra pojedyncza (1–2)
| Końcowy wynik | Nr | Data            | Turniej        | Nawierzchnia | Przeciwnik              | Wynik finału     |
| ------------- | -- | --------------- | -------------- | ------------ | ----------------------- | ---------------- |
| Finalista     | 1. | 9 kwietnia 2023 | Marrakesz      | Ceglana      | Roberto Carballés Baena | 6:4, 6:7(3), 2:6 |
| Zwycięzca     | 1. | 5 stycznia 2025 | Hongkong       | Twarda       | Kei Nishikori           | 2:6, 6:1, 6:3    |
| Finalista     | 2. | 24 lutego 2025  | Rio de Janeiro | Ceglana      | Sebastián Báez          | 2:6, 3:6         |

### Zwycięstwa w turniejach ATP Challenger Tour

#### Gra pojedyncza
| Końcowy wynik | Nr | Data            | Turniej    | Nawierzchnia | Przeciwnik           | Wynik finału     |
| ------------- | -- | --------------- | ---------- | ------------ | -------------------- | ---------------- |
| Zwycięzca     | 1. | 19 czerwca 2022 | Blois      | Ceglana      | Nikola Milojević     | 7:6(3), 6:1      |
| Zwycięzca     | 2. | 24 czerwca 2023 | Parma      | Ceglana      | Francesco Maestrelli | 6:1, 6:4         |
| Zwycięzca     | 3. | 4 sierpnia 2024 | San Marino | Ceglana      | Tseng Chun-hsin      | 6:3, 4:6, 7:6(3) |

#### Gra podwójna
| Końcowy wynik | Nr | Data            | Turniej  | Nawierzchnia | Partner              | Przeciwnicy                      | Wynik finału      |
| ------------- | -- | --------------- | -------- | ------------ | -------------------- | -------------------------------- | ----------------- |
| Zwycięzca     | 1. | 23 czerwca 2019 | Blois    | Ceglana      | Corentin Denolly     | Sergio Galdós Andreas Siljeström | 7:5, 6:7(5), 10–6 |
| Zwycięzca     | 2. | 9 kwietnia 2022 | San Remo | Ceglana      | Geoffrey Blancaneaux | Flavio Cobolli Matteo Gigante    | 4:6, 6:3, 11–9    |